# برلمان إيطاليا
برلمان إيطاليا(بالإيطالية: Parlamento Italiano)‏ هو البرلمان الوطني لإيطاليا. هو السلطة التشريعية ويتكون من مجلسين من 945 عضواً منتخباً. يتكون المجلس الأدنى أو مجلس النواب من 630 عضواً. بينما المجلس الأعلى أو مجلس الشيوخ فيضم 315 عضواً.

## المجلس في جلسة عامة
في الحالات التي ينص عليها الدستور , يجتمع البرلمان في جلسة عامة, كما ورد في المادة 55 فقرة 2 من النسخة الأساسية فالافتراض الذي ينص عليه هذا البند هو افتراض ضريبى لا يمكن تعديله أو تطبيقه بشكل مشابه.
تجتمع هذه المؤسسة لدى مجلس النواب في قصر المونتيشيتوريو ويحكمها رئيس المجلس ( مادة 63 من الدستور).
و فيما يتعلق بكتابة المادة 55 من الدستور , فالبرغم من ان الفكرة الأولى المتعلقة بتكوين مجلس قانونى والتي لم يؤكد عليها المجلسين الآخرين فإن التاسيسيين اعطوا السلطة إلى رئيس مجلس النواب فقط ليكم البرلمان في جلسة عامة ليحقق التوازن مع رئيس الفرعالاخر من البرلمان الذي يعاون رئيس الجمهورية حينما يتعسر لوقت قليل.
من الناحية القانونية , توجد مناقشات عدة حول إمكانية إصدار المجلسين الإيطاليين في جلسات 
عامة لقوانين تشريعية.
الغالبية تؤيد ذلك مدعوما أيضا بلائحة السناتو ( مادة 65) التي تنص بشكل صريح على هذا الاحتمال.
يجتمع البرلمان في جلسة عامة وذلك :
1- بمشاركة ممثلي الاقاليم لاختيار رئيس الجمهورية وذلك باغلبية الاصوات ( مادة 83 من الدستور).
2-لحضور قسم رئيس الجمهورية على الوفاء للجمهورية واحترام الدستور ( مادة 91 من الدستور).
3- لانتخاب ثلث أعضاء المجلس الاعلى للقضاء ( مادة 104 من الدستور) وذلك يتطلب غالبيية ثلاثة اخماس اصوات المجلس في أول اقتراعين , وغالبية ثلاثة اخماس من الاصوات في الاقتراعات التي تليها.
4- في حالة توجيه اتهام لرئيس الجمهورية, باغلبية مطلقة للاصوات ( مادة 90 من الدستور).
5- لانتخاب خمسة أعضاء للمحكمة الدستورية ( مادة 135 من الدستور) بحصولهم على ثلتى الاصوات في أول ثلاثة عمليات اقتراع وبالحصول على ثلاثة اخماس الاصوات في عمليات الاقتراع التالية.
6- لوضع قائمة تتضمن 45 مواطن يختار من بينهم عن طريق القرعة 16 قاضى لينضموا للمحكمة الدستورية التي تنظر في الاتهامات الموجة لرئيس الجمهورية ( النصاب القانونى المطلوب هو نفسه المحدد لانتخابات الدستورية).
تنص المادة 67 على أن : ( كل عضو بالبرلمان يمثل الدولة ويمارس مهامه دون عرقلة أي يتولى 
تفويض عام من قبل الهيئة الانتخابية. 
هذا التفويض غبير قابل للتعديل سواء على النطاق المحلى الذي انتخبه أو من قبل الحزب الذي ينتمى اليه,
ولا يقبل تاطعن عليها بشكل قضائي.( هذا على عكس ما يتم بالنسبة للتفويض الذي ينص عليه القانون ,
لكن فقط ( بشكل افتراضى ) بشكل سياسى بالشكل والطريقة التي ينص عليها الدستور ( إذا , بشكل رئيسى, بمسائلات انتخابية).
تضم المادة 68 عبارات بخلاف القواعد التي لا تقبل الفحص أو النقد على العكس تحدد خاصتا ان ( لا يمكن استدعاء أعضاء البرلمان للرد على الآراء المطروحة أو الاصوات اللمنوحه على تقييم عملهم ).
كما تحدد ان ( لا يخضع أي عضو في البرلمان - بدون تصريح من المجلس الذي ينتهمى اليه- إلى التفتيش الشخصى أو تفتيش منزله ولا يتم توقيفه الا في حالة تنفيذ حكم قضائي بالادانه أي إذا كان متورط في ارتكاب جريمة صدر بشانها الحبس الاجبارى.
يتطلب تصريح مماثل لتوقيف أعضاء البرلمان في أي شكل من اشكال الحوار أو المحادثات أو المصادرة مرسلاتهم.
سواء الحصانة المطلقة أو عدم النقد لا يمثلان امتيازات لاعضاء البرلمان ولكن اجراءات لحماية العرض الحر لمهام البرلمان ضد اية تدخلات غير ملزمة من قبل القضاة ( لكن تشكل أيضا نتيجة للماضى المخيف فللقضاء لم يكن يمثل سلطة مستقلة ولكن كان خاضع للحكومة.